# Dirk Georg de Graeff

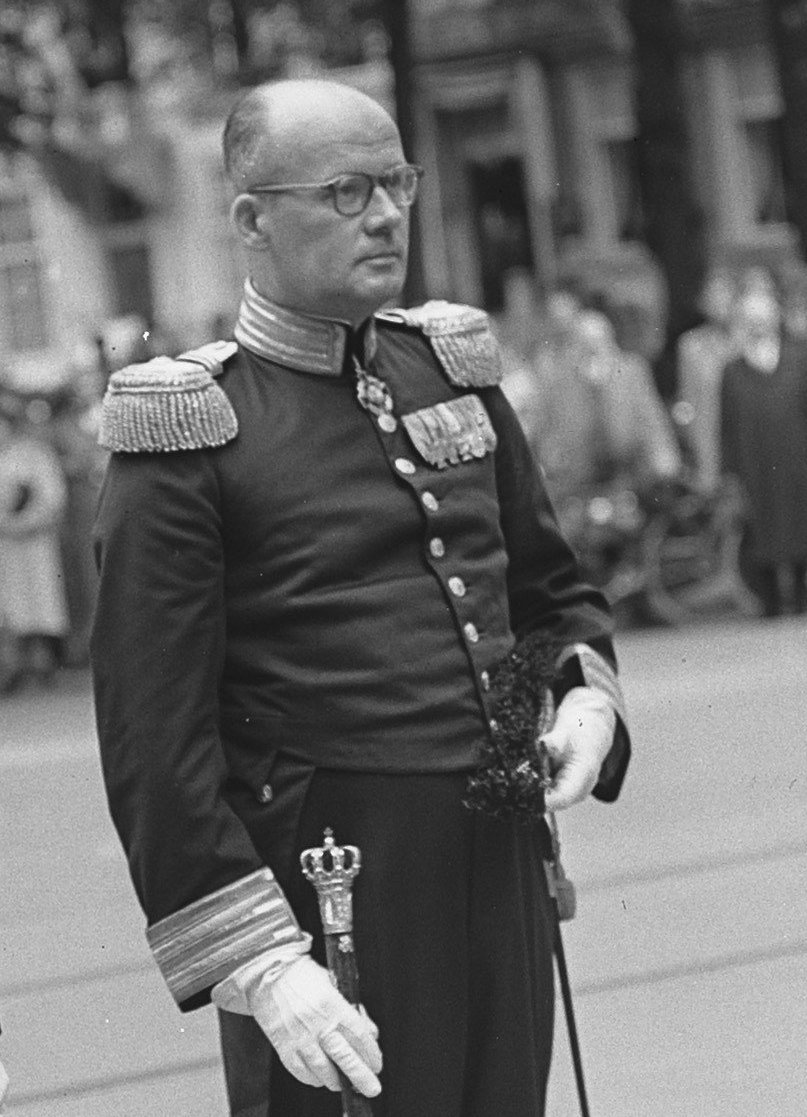
Dirk Georg de Graeff (1953)

Jonkheer Dirk Georg de Graeff (* 26. Februar 1905 in Den Haag; † 19. April 1986 ebenda) war ein niederländischer Aristokrat, Höfling, Manager und Bankier.

## Biografie

### Herkunft und Familie

Wappen Geschlecht De Graeff (Kreation 1885)

Dirk Georg de Graeff war ein Nachkomme der De Graeffs die im 17. Jahrhundert Stadtherren von Amsterdam waren. Er war der Sohn von Jonkheer Géorg de Graeff (1873–1954), von Beruf Staatsingenieur und Inspektor der Volksgesundheit in Zeeland und Nord-Holland, und Lidia Christine Adelaide Dijckmeester. Sein jüngerer Bruder Jhr. Andries Cornelis Dirk de Graeff (* 1909) war Direktor des Zentralkontors der Ölfirma Shell und Präsident des königlichen Instituts der Ingenieure gewesen. Er entstammte dem Den Haager Zweig der Familie De Graeff und war der Enkelsohn des in Japan erfolgreich tätigen Diplomaten Jhr. Dirk de Graeff van Polsbroek und ein Neffe des Staatsmannes Jhr. Andries Cornelis Dirk de Graeff. Dirk Georg de Graeff war mit Jkvr. Wendela Johanna Leonia Hooft (1916–1948) verheiratet. Sie war auch eine Nachkommen des berühmten niederländischen Admirals Michiel de Ruyter. Hernach ehelichte er Margaretha Bierens de Haan (* 1915) aus Amsterdam, Tochter von Mr. Dr. Jacob Bierens de Haan und Jkvr. Wilhelmina Cornelia van Riemsdijk.

### Karriere
Dirk Georg de Graeff war als Agent und Delegierter der Niederländischen Handelsgesellschaft tätig. Am niederländischen Königshof hatte er die Hofämter Kammerherr, Oberkammerherr und Zeremonienmeister bei Königin Wilhelmina und bei ihrer Nachfolgerin Königin Juliana inne. 1964 war er Direktor der Twentsche Bank und einer der Begründer der Algemene Bank Nederland die aus einer Fusion der Niederländischen Handelsgesellschaft mit der Twentsche Bank entstanden ist. De Graeff wurde hierauf der erste Managing Direktor der Algemene Bank Nederland. 1970 erhielt er durch den Amsterdamer Bürgermeister Ivo Samkalden den Orden von Oranien-Nassau überreicht. De Graeff war weiters Ritter des Johanniterorden.